# Leninizm

Logo Komunistycznej Partii Związku Radzieckiego odwołującej się do idei leninizmu

Leninizm (ros. ленинизм) – koncepcja stworzona i rozwijana przez Włodzimierza Lenina jako teoria dostosowująca marksizm do nowej sytuacji historycznej, a następnie – w zmodyfikowanej formie – ideologia obowiązująca w państwach komunistycznych. Leninizm stanowił oficjalną ideologię państwową w ZSRR od dnia jego powstania aż po jego rozwiązanie.
Pierwotna wersja leninizmu została rozwinięta i wprowadzona w życie przez bolszewickiego przywódcę Włodzimierza Lenina, skąd pochodzi jej nazwa. Jednak już za życia Lenina doktryna ta ewoluowała na skutek zderzenia teoretycznych założeń z praktyką rewolucyjną. Po jego śmierci była ona nadal modyfikowana, m.in. przez Józefa Stalina (stalinizm), a następnie przez jego następców na stanowisku I sekretarza KPZR, z których niemal każdy głosił program „powrotu do wartości leninowskich”.

## Źródła ideowe

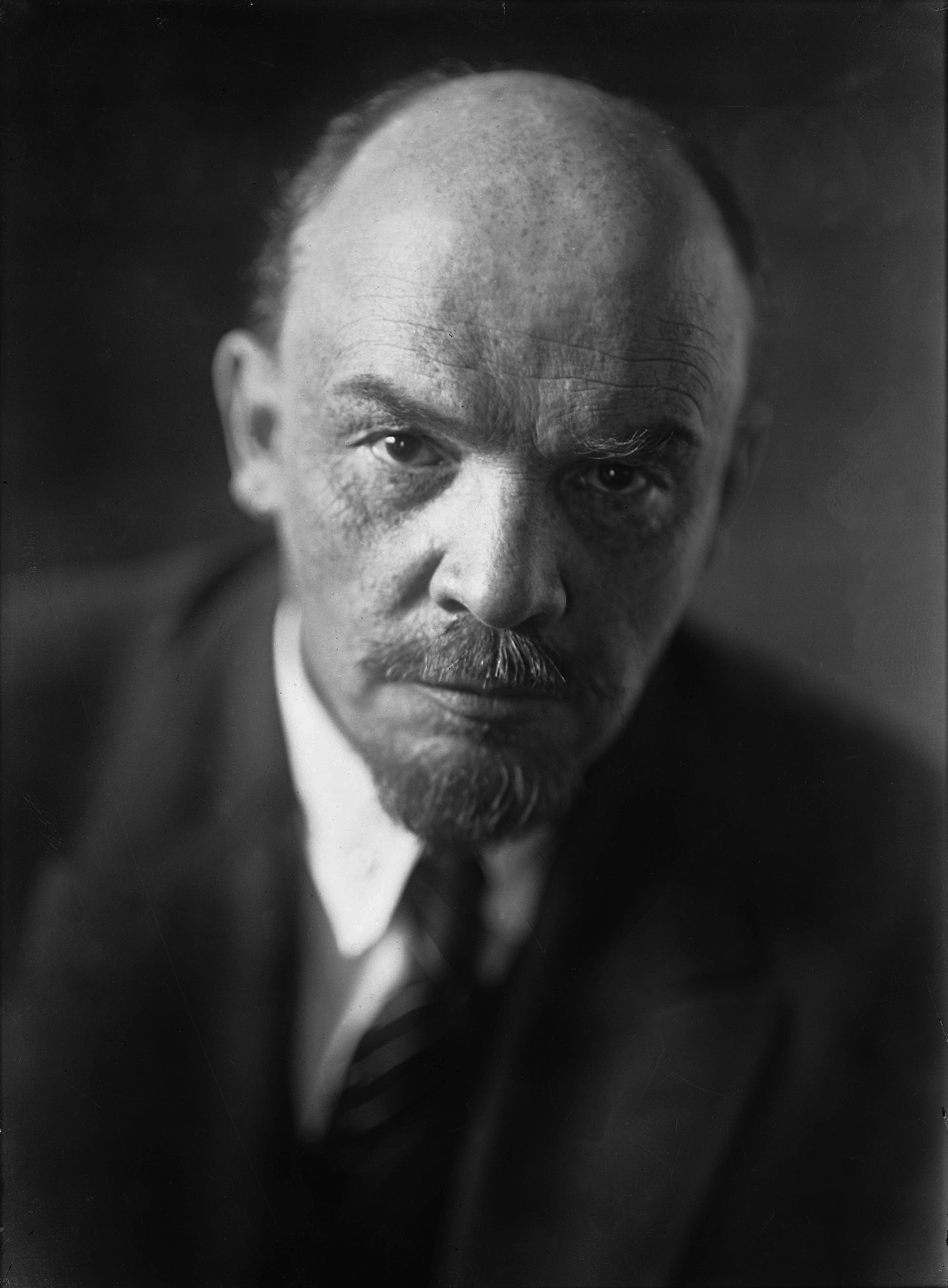
Włodzimierz Lenin, twórca leninizmu

Leninizm był w znacznej mierze dalszy od marksizmu tradycyjnego i kontestował szereg marksistowskich dogmatów. Lenin wbrew ortodoksyjnym marksistom dowartościował rolę chłopstwa jako sojusznika proletariatu. Na gruncie pragmatyzmu Lenin porzucił też tezę Karola Marksa, dotyczącą priorytetu ekonomii nad polityką. Na leninizm w znaczący sposób wpłynęły przedmarksistowskie nurty rosyjskiej myśli socjalistycznej, w tym narodnictwo.

## Zarys ideologii
Aż do rozpadu ZSRR nie traciło swego znaczenia ideologicznego określenie Józefa Stalina:

Leninizm jest to marksizm epoki imperializmu i rewolucji proletariackiej.

W swojej książce pt. Co robić? (1903), Lenin stwierdził iż proletariat może osiągnąć rewolucyjną samoświadomość tylko za sprawą działania partii komunistycznych, w skład których wchodzić muszą profesjonalni, etatowi rewolucjoniści. Wskazywał także na to, iż taka partia może osiągnąć swe cele za pomocą zdyscyplinowanej formy organizacyjnej nazywanej centralizmem demokratycznym. Oficjele partii komunistycznej mieliby być zgodnie z tym wybierani w sposób demokratyczny i w każdej chwili odwołani, ale jeśli już zostaną wybrani, wszyscy pozostali członkowie partii muszą wykonywać ich polecenia bez sprzeciwów.
Leninizm zakładał, iż kapitalizm może zostać obalony tylko w drodze rewolucyjnej; każdy inny sposób zmiany (np. ewolucyjny jak w fabianizmie czy socjalizmie demokratycznym) jest skazany na niepowodzenie. Rewolucja widziana była w formie powstania zbrojnego, podczas którego zorganizowane oddziały robotnicze opanowują kluczowe obiekty w głównych miastach. Warunkiem sukcesu powstania miała być sytuacja rewolucyjna, tj. wysoka aktywność rewolucyjna mas z jednej strony, rozkład aparatu władzy z drugiej.
Głównym celem partii leninowskiej powinno być więc zatem obalenie istniejącego rządu i zastąpienie go własnym, sprawowanym w imieniu proletariatu, następnie zaś wprowadzenie tzw. dyktatury proletariatu. Partia musi także wykorzystać własną władzę w celu edukowania proletariatu, w celu usunięcia fałszywej świadomości, stworzonej przez burżuazję w celu łatwiejszego panowania nad masami pracującymi i dalszego ich ekonomicznego wyzysku. Formą takiej fałszywej świadomości była m.in. religia, określona jako opium ludu, ale też np. trade-unionizm (ograniczanie się przez robotników do postulatów ekonomicznych realizowanych dzięki działalności w ramach związków zawodowych).
Dyktatura proletariatu teoretycznie posiadałaby formę zdecentralizowanego systemu demokracji bezpośredniej, w której robotnicy dzierżyliby władzę za sprawą lokalnych rad (ros. sowiety). Rady takie faktycznie powstawały w czasie rewolucji lutowej i październikowej. Jednak niezwykle trudna sytuacja wewnętrzna Rosji, ogarniętej wojną domową, nie pozwoliła temu systemowi na dłuższe funkcjonowanie.

## Imperializm
Jedną z centralnych koncepcji leninizmu był pogląd, iż imperializm jest najwyższym stadium kapitalistycznego systemu ekonomicznego. Lenin twierdził, iż państwa najbardziej zaawansowane przemysłowo, eksportują kapitał w celu zdobycia kolonii. Kiedy im się to uda, eksploatują je w celu pozyskania surowców naturalnych lub też nowych przestrzeni inwestycyjnych. Supereksploatacja biedniejszych krajów umożliwia zaawansowanym kapitalistom utrzymywanie przynajmniej części pracujących na nich robotników w stanie umiarkowanego zadowolenia, poprzez zapewnianie im nieznacznie lepszych warunków bytowych niż pozostałej części proletariatu.
Z powyższych powodów Lenin twierdził, iż rewolucja proletariacka nie może mieć miejsca w wysoko rozwiniętych krajach tak długo, jak funkcjonuje globalny system imperialistyczny. A więc, jak wskazywał, mniej rozwinięte kraje powinny stać się arenami pierwszych rewolucji proletariackich. Jego zdaniem takim krajem była niewątpliwie Rosja, którą postrzegał jako najsłabsze ogniwo ówczesnego globalnego kapitalizmu. W tym czasie jej gospodarka była w przeważającej części agrarna (poza największymi miastami, takimi jak Petersburg i Moskwa), wciąż opierająca się na pracy chłopów i zwierząt, bardzo odmienna od tej z Europy Zachodniej i Północnej Ameryki.
Jednakże jeżeli rewolucja może wydarzyć się tylko w biednym, niedorozwiniętym gospodarczo kraju, oznaczało to pewien problem: Marks twierdził bowiem, iż w takim otoczeniu nie może rozwinąć się system socjalistyczny, gdyż nie ma ku temu odpowiedniej bazy ekonomicznej (w teorii marksowskiej, socjalizm jest etapem rozwoju, który przyjdzie po kapitalizmie, ale przed komunizmem), ponieważ kapitalizm nie rozwinął się tam w pełni, a dodatkowo zagraniczne siły będą chciały skruszyć ruch za wszelką cenę. Aby rozwiązać tę sprzeczność, Lenin zaproponował dwa rozwiązania:
- po pierwsze – rewolucję należy rozszerzyć także na kapitalistyczne kraje rozwinięte. Dzięki temu zapanuje w nich socjalizm, a następnie pomogą one krajom biednym w uczynieniu tego samego. Lenin miał nadzieję, iż rewolucja w Rosji rozszerzy się na Niemcy. Tak rzeczywiście się stało, ale tam rozruchy udało się szybko opanować.
- po drugie – wzniecenie rewolucji w wielu krajach słabo rozwiniętych naraz. Kraje te mogłyby połączyć się w efekcie tego w jedną federację, która byłaby w stanie podjąć walkę z wielkimi kapitalistycznymi siłami i ustanowić socjalizm. Idea ta była jedną z podstaw utworzenia Związku Radzieckiego.

Nieliczny w zacofanej Rosji proletariat potrzebował sojuszników, których Lenin dostrzegł w:
- chłopstwie (sojusz robotniczo-chłopski, z którego wzięła się komunistyczna symbolika młota i sierpa);
- uciskanych narodach (prawo narodów do samostanowienia).

## Kontynuatorzy

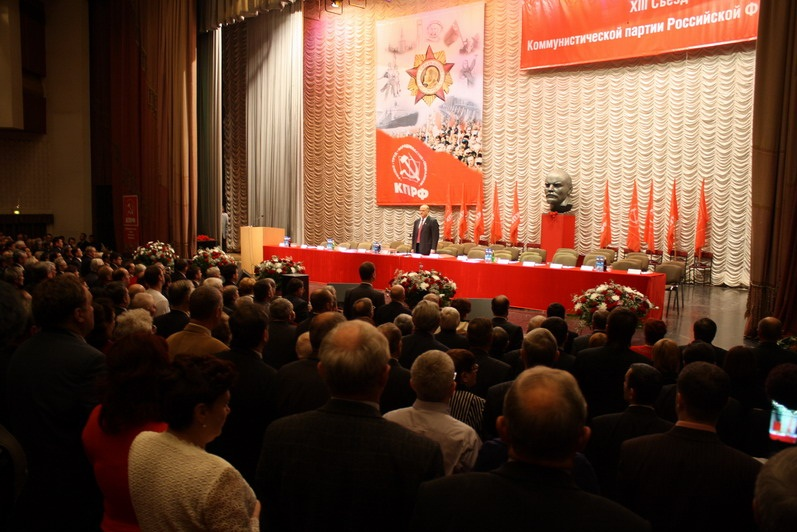
13 Zjazd Komunistycznej Partii Federacji Rosyjskiej (KPRF), 29 listopada 2008 roku

Według doktryny leninizmu socjalizm nie może przetrwać w jednym, zacofanym przemysłowo kraju. Z tego też powodu Lenin wzywał do wielkiej, globalnej rewolucji.
Po śmierci Lenina w Związku Radzieckim rozpoczęła się walka o władzę. Trzema głównymi kandydatami na jego miejsce byli Józef Stalin, Nikołaj Bucharin i Lew Trocki. Stalin zwyciężył, Bucharin został rozstrzelany, a Trocki wygnany z kraju. Z tego powodu w końcu lat 20. XX wieku ZSRR rozpoczęło odchodzić od założeń myśli Lenina w kierunku ideologii nazywanej stalinizmem, której jednym z głównych założeń było stwierdzenie, iż Związek Radziecki był wystarczająco silny, aby zbudować socjalizm samemu. Stalinizm odrzucał marksistowsko-leninowską tezę o rewolucji światowej i przyjmował koncepcję socjalizmu w jednym kraju która na wiele lat stała się najważniejszym elementem ideologii partii. Według stalinizmu najważniejsza była budowa socjalizmu w ZSRR pozostającego w odosobnieniu od otaczających ten kraj państw kapitalistycznych. Inną znamienną cechą stalinizmu była ekstremalna centralizacja władzy i ekspansja jej uprawnień, która doprowadziła do powstania bezwzględnego stalinowskiego totalitaryzmu. Stalin zakończył etap eksperymentów gospodarki mieszanej okresu Lenina i wprowadził centralne planowanie, likwidując przy tym prywatną przedsiębiorczość i kolektywizując radzieckie rolnictwo. Stalin zbudował wokół siebie kult jednostki a coraz większa biurokracja pozostawała w sprzeczności z marksistowskim pojęciem obumierania państwa.
Znajdując się za granicą, Trocki w swoich pismach prezentował własną interpretację leninizmu, którą nazwano później trockizmem. Oskarżał on Stalina o zdradę rewolucji. Trocki, jak również niemal wszyscy byli rewolucyjni towarzysze Lenina, nazywani „Starymi Bolszewikami”, zostali systematycznie wymordowani z rozkazu Stalina.
Po II wojnie światowej w międzynarodowym ruchu komunistycznym zaczęły narastać tendencje odśrodkowe.
W Chinach stalinowska struktura organizacyjna została wykorzystana przy tworzeniu Komunistycznej Partii Chin; później chińscy komuniści utworzyli teorię maoizmu, która obecnie popularna jest pośród wielu rewolucyjnych ruchów Trzeciego Świata. Główną różnicą pomiędzy pomysłami Lenina a maoizmem było to, iż w leninizmie (nawet w niedorozwiniętych przemysłowo krajach) głównym motorem rewolucji miał być miejski proletariat, Mao Zedong postawił natomiast na chłopstwo. Ideologia maoizmu była ponadto od początku znacznie urozmaicona o elementy narodowe. Po śmierci Mao kierownictwo partii odeszło od maoizmu, ponownie określając swoją ideologię jako marksizm-leninizm. Choć według wielu analityków współczesna KPCh jest daleka od ortodoksyjnego marksizmu-leninizmu, ona sama uważa się za siłę konsekwentnie komunistyczną.
Niektóre partie komunistyczne usiłowały uniezależnić się od ZSRR szukając własnej drogi do socjalizmu, określano to mianem narodowego komunizmu. Najbardziej znaną formą narodowego komunizmu był jugosłowiański titoizm. W Europie Zachodniej w latach 70. XX w. partie komunistyczne (np. włoska i hiszpańska) szukały kompromisu z demokracją parlamentarną wypracowując model eurokomunizmu; oznaczało to z reguły dystansowanie się od leninizmu.
Po śmierci Stalina radziecki leninizm uległ dalszym przemianom. Radziecki marksizm-leninizm uzasadnił nacjonalizm a każde zwycięstwo ZSRR przedstawiane było jako zwycięstwo ruchu komunistycznego jako całości. Radziecki nacjonalizm był w dużej mierze oparty na etnicznym nacjonalizmie rosyjskim. Jeśli dotychczas marksizm-leninizm podkreślał znaczenie konfliktu światowego między kapitalizmem a socjalizmem od czego później znacznie odstąpiono przyjmując doktrynę zwaną jako pokojowe współistnienie.
Dzisiejsi leniniści postrzegają globalizację jako kontynuację imperializmu, w której kapitaliści zamieszkujący rozwinięte kraje przemysłowe eksploatują klasę pracującą w krajach rozwijających się. Dzięki obniżaniu kosztów produkcji (przez niskie płace, cięższą pracę i dłuższy jej czas) kapitaliści osiągają wyższe dochody. W ten sposób ludność krajów rozwiniętych posiada dobre warunki życia, co czyni ją niewrażliwą na agitację rewolucyjną.

## Krytyka lewicowa
Wielu krytyków Lenina stwierdziło, że utworzone przez niego państwo działa sprzecznie z zasadami socjalizmu. Krytycy wskazywali na brak powszechnego udziału w życiu politycznym, konsultacji ze społeczeństwem i demokracji w zakładach pracy; cechy te uważane są za kluczowe dla społeczeństwa socjalistycznego. Na jesieni 1918 roku czesko-austriacki marksista Karl Kautsky wydał broszurę Dyktatura Proletariatu. Krytykował w niej reżim bolszewicki, który określił mianem antydemokratycznego. Kautsky stwierdził też, że próba budowy socjalizmu w kraju niedorozwiniętym ekonomicznie musi zakończyć się fiaskiem. Lenina skrytykowała też Róża Luksemburg. Marksistka zgodziła się z Kautskim i oświadczyła, że Lenin nie ustanowił dyktatury proletariatu..., a jedynie dyktaturę garści polityków. Z kolei rosyjski anarchista Piotr Kropotkin opisał przejęcie władzy przez bolszewików jako pogrzeb rewolucji rosyjskiej. Paul Mattick wskazywał, że powstanie stalinowskiego totalitaryzmu w ZSRR było nieuchronnym wynikiem rewolucji bolszewickiej.
W artykule W kwestii narodowości w rewolucji rosyjskiej (1918) Róża Luksemburg skrytykowała bolszewików za zniesienie Wszechrosyjskiego Zgromadzenia Ustawodawczego (styczeń 1918), podział majątków feudalnych na gminy chłopskie a także wprowadzenie prawa do samostanowienia każdego narodu. Według niej strategiczne (geopolityczne) błędy bolszewików stworzyły poważne zagrożenia dla rewolucji rosyjskiej, takie jak biurokratyzacja.
Z okresu rewolucji bolszewickiej pochodzi jej znany aforyzm: „Nie ma prawdziwego socjalizmu bez demokracji, tak jak nie ma prawdziwej demokracji bez socjalizmu”. Z drugiej strony – w miarę pozyskiwania większej ilości informacji na temat specyfiki sytuacji w Rosji podkreślała konieczność (z rewolucyjnego punktu widzenia) wprowadzenia przez bolszewików wielu „środków nadzwyczajnych” w celu obrony państwa robotniczego. Podkreślała, że niezależnie od rezultatów rewolucji 1917 Leninowi i jego partii należy się szacunek, gdyż jako pierwsi na świecie odważyli się wprowadzić w życie to, o czym do tej pory dyskutowano jedynie teoretycznie. Tym bardziej, jeśli weźmie się pod uwagę sytuacje, w jakiej znajdowała się wówczas Rosja, kraj wyczerpany wojną, osaczony przez imperializm i zdradzony przez międzynarodowy proletariat.
Oparła tę krytykę na oryginalnej koncepcji Marksa – „permanentnej rewolucji”. Jej zdaniem Marks twierdził, iż rolą rewolucyjnej partii klasy pracującej nie jest tworzenie jednopartyjnego państwa ani rozdawanie ziemi (nawet w półfeudalnych krajach takich jak Niemcy w 1850 czy Rosja w 1917), gdzie klasa pracująca była mniejszością. Marks był raczej zdania, iż zadaniem klasy pracującej, działającej w strukturach demokratycznych, ma być organizowanie się w radach pracowniczych i milicjach, w celu prowadzenia kampanii na rzecz własnego socjalistycznego programu. Miałby on na celu rozszerzanie praw pracowniczych i przejmowanie kolektywne posiadłości ziemskich. Ponieważ bolszewikom nie udało się wypełnić planu Marksa, jak twierdziła Luksemburg, rewolucja zbiurokratyzowała się, ludność miejska zaczęła głodować, chłopi służący w armii ulegali demoralizacji lub dezerterowali, aby powrócić do domu i zająć się uprawą roli. Z tego powodu Niemcy z łatwością zajęli Ukrainę.
Róża Luksemburg skrytykowała także pomysły Lenina na organizowanie partii rewolucyjnych, jak również koncepcję zdominowania ich przez kilku pozbawionych skrupułów liderów. W 1904 napisała artykuł Organizacyjne pytania na temat rosyjskiej Socjal-Demokracji lub leninizm czy marksizm?, który miał być odpowiedzią na publikację Lenina pt. Co robić? z 1903. Luksemburg zauważyła, że boi się, iż autorytaryzm, który widziała w Leninie, doprowadzi do sekciarstwa, a nie do dyktatury mającej zapanować po zakończonej sukcesem rewolucji (co także uważała za poważne zagrożenie).
Teoretycy bolszewiccy, tacy jak Włodzimierz Lenin i Lew Trocki, odpowiedzieli na krytykę argumentując, że poglądy Luksemburg były klasycznie marksistowskimi, ale nie można ich było zastosować w przypadku Rosji z 1917. Twierdzili, że nabyte doświadczenie, chociażby przez konfrontację z partiami burżuazyjnymi, zmusiły ich do zrewidowania strategii marksistowskiej. Zwracali uwagę, że sama Luksemburg po wyjściu z więzienia zmuszona została do konfrontacji ze Zgromadzeniem Narodowym w Niemczech, co porównywali z własnym konfliktem z rosyjskim Zgromadzeniem Ustawodawczym.
Leninizm był również krytykowany przez innych polskich socjalistów, m.in. Ludwik Kulczycki zarzucał tej ideologii brak dokładnych planów na realizację radykalnych zmian społecznych. W jednym ze swoich tekstów napisał: „Socjalizm mający zreorganizować całkowicie społeczeństwo, musi wystąpić z dojrzałym planem reform. Frazesy o solidarności ludzkiej, o wyższej moralności po zniknięciu klas, nie mogą już wystarczyć”.
Bolesław Limanowski zwrócił uwagę na negatywne aspekty centralizacji władzy dokonanej przez bolszewików, a Leon Wasilewski zwracał uwagę na oportunistyczne korzystanie z leninowskiej zasady „samostanowienia narodów”, która doprowadziła wyłącznie do wzrostu postaw nacjonalistycznych w Rosji.
W obronie praktyki rewolucyjnej Lenin w Dziecięca choroba „lewicowości” w komunizmie (1920) odrzucił polityczne i ideologiczne skargi krytyków antybolszewickich, którzy znajdowali się ideologicznie najczęściej na lewo od Lenina. W filozofii marksistowskiej w ramach odłamu lewicowego komunizmu działa szereg politycznych perspektyw. Poddawały one krytyce ideologię partii bolszewickiej jako rewolucyjnej awangardy. Ideologicznie lewicowi komuniści przedstawiają swoje perspektywy i podejścia jako autentyczny marksizm, a zatem bardziej zorientowany na proletariat niż jest to w leninizmie. Do zwolenników lewicowego komunizmu należeli m.in.: Amadeo Bordiga, Herman Gorter, Paul Mattick, Sylvia Pankhurst, Antonie Pannekoek i Otto Rühle.
Historycznie holendersko-niemiecka lewica komunistyczna była najbardziej krytyczna wobec Lenina i leninizmu. W The Lenin Legend (1935) Paul Mattick napisał, że zapoczątkowana przez holendersko-niemieckich lewicowców komunizm rad, jest również negatywny wobec leninizmu. Współczesne organizacje lewicowo-komunistyczne, takie jak Internacjonalistyczna Tendencja Komunistyczna i Międzynarodowy Prąd Komunistyczny, postrzegają Lenina jako istotnego i wpływowego teoretyka, ale odrzucają leninizm jako praktykę politycznej rewolucji proletariackiej.
Teoretyk Gilles Dauvé uznał leninizm jako „produkt uboczny kautskizmu”. W książce The Soviet Union Versus Socialism (1986) Noam Chomsky stwierdził, że stalinizm stanowił logiczne rozwinięcie leninizmu, a nie ideologiczne odchyle polityki Lenina, co zaowocowało kolektywizacją wymuszoną przez państwo policyjne. W świetle zasad socjalizmu leninizm był prawicowym odchyleniem od marksizmu.
W 1946 brytyjski pisarz i socjalista George Orwell w swoim eseju Second Thoughts on James Burnham napisał:

[gdyby Lenin żył po 1924] nie ma mocnych powodów, aby sądzić, że główne linie rozwoju byłyby bardzo inne. Na długo przed 1923 wyraźnie widać zalążki społeczeństwa totalitarnego. Lenin rzeczywiście jest jednym z tych polityków, którzy zyskują niezasłużoną reputację dzięki przedwczesnej śmierci. Gdyby żył, jest prawdopodobne, że albo zostałby wyrzucony, jak Trocki, albo utrzymywałby się u władzy metodami równie barbarzyńskimi lub prawie tak barbarzyńskimi, jak metody Stalina.